# Пътят към славата
„Пътят към славата“ (на английски: Glory Road) е американска биографична спортна драма от 2006 г. на режисьора Джеймс Гартнър, базиран на истинската история, който се разказва събитията, водещи до NCAA University Division Basketball Tournament през 1966 г. Дон Хаскинс е изигран от Джош Лукас, главен треньор на Texas Western College, който води отбор от чернокожи играчи. „Пътят към славата“ изследва расизма, дискриминацията и студентските атлети. Поддържащите актьори Джон Войт и Дерек Люк също участват във ключови роли.
Филмът е копродукция между филмовите студия Уолт Дисни Пикчърс, Джери Брукхаймър Филмс, Тексак Уестърн Продъкшънс и Глори Роуд Продъкшънс и е разпространен от „Буена Виста Пикчърс“. Премиерата на филма е във Съединените щати на 13 януари 2006 г.